# Palapedia hendersoni
Palapedia hendersoni är en kräftdjursart som först beskrevs av Heinrich Balss 1922.  Palapedia hendersoni ingår i släktet Palapedia och familjen Atelecyclidae. Inga underarter finns listade i Catalogue of Life.